# Fédération française d'aviron

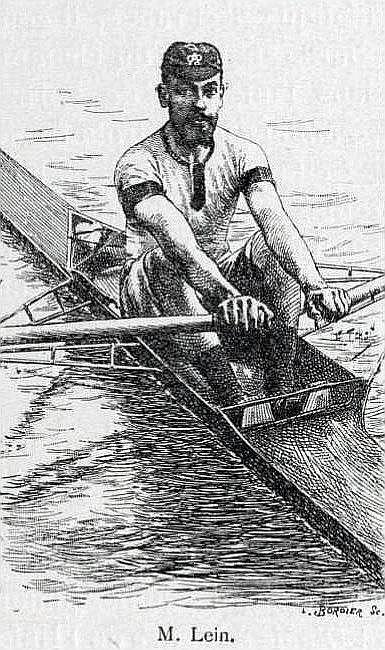
Alexandre Lein, le premier champion de France d'aviron, en 1876.

Pour les articles homonymes, voir FFA.
La Fédération française d'aviron (FFA) est l'instance gérant l'aviron en France. Cette fédération est fondée en 1890 sous le nom de « Fédération française des sociétés d'aviron » (FFSA). La fédération change de nom en 2013 et devient la « Fédération française d'aviron ».

## Histoire
La FFSA naît le 30 mars 1890, date de la signature d'une convention entre l'USAF, l'UNSSO et la Fédération des Sociétés Nautiques du Nord de la France.
Lors d'un congrès le 12 mars 1899, la FFSA supprime les prix en espèces (remis aux premiers prix des courses). La FFSA décide également de ne pas s'entendre avec l'Union des sociétés françaises de sports athlétiques (USFSA) et de continuer à régir sur l'aviron en France.
Elle a été reconnue d'utilité publique en 1922.

## Compétitions
Les principales régates organisées par la FFA sont :

### Championnats de France d'aviron bateaux courts
Régate annuelle qui a lieu fin avril traditionnellement à Cazaubon (Gers). Elle se court exclusivement en skiff (un rameur en couple) ou en deux de pointe sans barreur pour les catégories juniors, séniors et handi-aviron. Cette régate est une étape de la sélection en équipe nationale.

### Championnats de France d'aviron bateaux longs
Ces régates se déroulent sur deux week-ends fin juin/début juillet et sont séparées par catégories d'âge, cadets/juniors d'un côté et minimes/séniors de l'autre.

### Championnats de France d'aviron à la mer
Cette régate a lieu fin septembre/octobre et regroupe les pratiquants de l'autre discipline de l'aviron, l'aviron de mer.

### Championnats de France d'aviron sprint
Cette régate a lieu généralement en juin, elle se court pour les seniors et handi-aviron sur une distance de 500 mètres (anciennement 1 000 mètres).

### Coupe de France MAIF
Cette régate, début mai, regroupe les équipes de ligue en quatre de couple ou en huit de pointe avec barreur.

### Coupe de France des ligues à la mer
À l'image de la Coupe rivière, cette régate regroupe les équipages d'aviron de mer des différentes ligues en quatre avec barreur.